# Мила Милчева
Мила Милчева е българска художничка – живопис, портрет, стенопис.

## Биография
Родена е на 1 май 1934 г. в Кюстендил. Дъщеря е на подполковник Спас Милчев, герой от войните, осъден и екзекутиран от Народния съд. През 1954– 1961 г. учи в Художествената академия в София. През 1969 г. с помощта на роднини от Италия и с чужди документи преминава границата между Австрия и Германия, след това получава разрешение за пребиваване в Мюнхен. От 1978 г. преподава живопис, рисуване, портрет и стенопис в Свободния университет в Мюнхен. Член е на съюза на германските свободни художници. Почива през 2014 г.

## Творчество
Мила Милчева оставя творческо наследство в областта на графиката, живописта, стенописа, битовата и монументалната керамика, портретите и портретните композиции. През 1961 г. печели конкурс за украса с монументална керамика на спортната зала и текстилния комбинат в Хасково. 
През 1974 г. печели конкурс за украса със стенопис на новопостроено училище в Мюнхен, което впоследствие е обявено за най-красивото в провинция Бавария. През 1981 г. печели конкурс за стенописна украса на болница в Мюнхен. Първата изложба на картини от Мила Милчева в България е възпоменателната изложба „Прозорец към душите“, която се провежда от 19 ноември до 8 декември 2015 г.

## Награди
- През 1967 г. получава награда за монументалната украса на сгради в България от Съюза на архитектите в България.
- През 2013 г. е удостоена с почетен знак за дългогодишна, изключително успешна педагогическа дейност във Фолксхохшуле в Мюнхен „Златна игла“.[2]